# Château de Vermoise
Le château de Vermoise est un château situé à Sainte-Maure, en France.

## Localisation
Le château est situé sur la commune de Sainte-Maure, dans le département français de l'Aube, proche de st-Benoist-sur-Seine.

## Historique
C'est le centre d'une seigneurie qui dépendait de Saint-Sépulcre puis de Villacerf et dépendait de la mairie royale de Grande-Rivière.
Il reste du château du XVIe siècle la porte d'entrée et ses deux poivrières et son attribuée à Noêl Coiffart, maire de Troyes. Louis Claude Huez, lui habitat le pavillon qu'il avait fait bâtir en 1750 : le Pavillon de la Charme.
L'édifice est inscrit au titre des monuments historiques en 1977.